# ゴー!ゴー!Gボーイズ!
『ゴー!ゴー!Gボーイズ!』 （ 原題：當我們同在一起 、英： Go!Go!Gboys! ）は、2007年に製作された台湾の映画。

## キャスト
- アーホン：TAE
- アーシン：唐振剛
- ジェイ：余發揚

## 上映
- 2007年（第1回）アジアンクィア映画祭（4月15日・16日・19日）[1]
- 2007年（第16回）東京国際レズビアン&ゲイ映画祭（7月14日）[2]
- 2007年（第3回）関西クィア映画祭（7月23日）[3]